# The Osmonds
I The Osmonds sono un gruppo musicale pop statunitense attivo dal 1958 e composto originariamente da quattro fratelli.

## Storia del gruppo
Il gruppo è nato come quartetto formato dai fratelli Alan Osmond, Wayne Osmond, Merrill Osmond e Jay Osmond, originari di Salt Lake City (Utah) e ai tempi, molto giovani, attivi in televisione con Andy Williams. Tutti i membri del gruppo sono seguaci della Chiesa di Gesù Cristo dei santi degli ultimi giorni. I cantanti Donny Osmond e Jimmy Osmond si sono inseriti successivamente nel gruppo, essendo più giovani. Infine Mary Osmond ha intrapreso una carriera da solista nel 1973.
I brani musicali più famosi del gruppo sono One Bad Apple (1970), Down by the Lazy River (1972), Crazy Horses (1972), Yo-Yo (1971) e Love Me for a Reason (1974). Il gruppo ha raggiunto l'apice del successo nei primi anni '70 soprattutto con gli album Osmonds, Homemade e Phase III, pubblicati tra il 1970 e il 1972.
Dal 2003 sono presenti nella Hollywood Walk of Fame.

## Riconoscimenti
- Young Hollywood Hall of Fame (1970's)